# Закон зворотного зв'язку взаємодії людина - біосфера
Закон бумеранга, закон зворотного зв'язку взаємодії людина - біосфера вперше сформульований П. Дансеро (1957), згідно з яким будь-яка зміна в природному середовищі, викликана господарською діяльністю людини, «повертається» і має небажані наслідки, що впливають на економіку, соціальне життя і здоров'я людей. «Ніщо не дається задарма» - описує постійний зворотний зв'язок між природою і людиною. Хід історичних змін зв'язків між природою і людиною приводив до одночасних змін в природі і формах господарювання; форми господарювання змінювалися внаслідок тих труднощів, які виникали від змін у природі. У свою чергу зміни в господарстві викликали ланцюгові реакції в природі. За Б. Комонером, 
... глобальна екосистема являє собою єдине ціле, в рамках якого нічого не може бути виграно або втрачено і яка не може бути об'єктом загального поліпшення: все, що було витягнуто з неї людською працею, повинно бути повернене. Платежу за цим векселем не можна уникнути, він може бути тільки відстрочений.
Екологічний бумеранг – вираз для позначення скрутній ситуації, викликаної недотриманням екологічних законів, у результаті чого вплив на природу, що здійснюється людиною, обертається проти неї.
Наприклад, суцільна вирубка лісів в античній Месопотамії зумовила катастрофічні зміни в кліматі, сільському господарстві; перевипас в аридних зонах призвів до опустелювання великих територій; будівництво в 1948 р.  Асуанської греблі (Єгипет) призвело до засолення ґрунтів, різкого скорочення рибальства в зоні впадання Нілу в Середземне море, евтрофування самого Асуанського водосховища; глобальне забруднення атмосфери призвело до виникнення  парникового ефекту, утворення  кислотних дощів і т. п.